# Ceraceomyces cremeo-ochraceus
Ceraceomyces cremeo-ochraceus är en svampart som beskrevs av Hjortstam 1983. Ceraceomyces cremeo-ochraceus ingår i släktet Ceraceomyces och familjen Amylocorticiaceae.   Inga underarter finns listade i Catalogue of Life.